# Kiściec tajwański
Kiściec tajwański (Lophura swinhoii) – gatunek dużego ptaka z rodziny kurowatych (Phasianidae). Występuje endemicznie w górskiej części Tajwanu. Bliski zagrożenia wyginięciem.

## Taksonomia
Po raz pierwszy gatunek opisał John Gould w 1863. Holotyp pochodził z Tajwanu. Autor nadał nowemu gatunkowi nazwę Euplocamus swinhoii. Obecnie (2021) Międzynarodowy Komitet Ornitologiczny umieszcza kiśćca tajwańskiego w rodzaju Lophura. Uznaje go za gatunek monotypowy, tak jak i inne autorytety.

### Filogeneza
Poniżej przedstawiono kladogram rodzaju Lophura według Stein et al. (2015):
|  | L. leucomelanos |
|  |                 |
|  | L. nycthemera   |
|  |                 |

|  | L. edwardsi |
|  |             |
|  | L. swinhoii |
|  |             |

|  | L. leucomelanos |
|  |                 |
|  | L. nycthemera   |
|  |                 |

|  | L. edwardsi |
|  |             |
|  | L. swinhoii |
|  |             |

|  | \| \| L. diardi \| \| \| \| \| \| L. ignita \| \| \| \| |
|  |                                                         |
|  | L. inornata                                             |
|  |                                                         |
|  | L. diardi                                               |
|  |                                                         |
|  | L. ignita                                               |
|  |                                                         |

|  | L. diardi |
|  |           |
|  | L. ignita |
|  |           |

|  | \| \| L. diardi \| \| \| \| \| \| L. ignita \| \| \| \| |
|  |                                                         |
|  | L. inornata                                             |
|  |                                                         |
|  | L. diardi                                               |
|  |                                                         |
|  | L. ignita                                               |
|  |                                                         |

|  | L. diardi |
|  |           |
|  | L. ignita |
|  |           |

|  | L. leucomelanos |
|  |                 |
|  | L. nycthemera   |
|  |                 |

|  | L. edwardsi |
|  |             |
|  | L. swinhoii |
|  |             |

|  | L. leucomelanos |
|  |                 |
|  | L. nycthemera   |
|  |                 |

|  | L. edwardsi |
|  |             |
|  | L. swinhoii |
|  |             |

|  | \| \| L. diardi \| \| \| \| \| \| L. ignita \| \| \| \| |
|  |                                                         |
|  | L. inornata                                             |
|  |                                                         |
|  | L. diardi                                               |
|  |                                                         |
|  | L. ignita                                               |
|  |                                                         |

|  | L. diardi |
|  |           |
|  | L. ignita |
|  |           |

|  | \| \| L. diardi \| \| \| \| \| \| L. ignita \| \| \| \| |
|  |                                                         |
|  | L. inornata                                             |
|  |                                                         |
|  | L. diardi                                               |
|  |                                                         |
|  | L. ignita                                               |
|  |                                                         |

|  | L. diardi |
|  |           |
|  | L. ignita |
|  |           |

|  | L. leucomelanos |
|  |                 |
|  | L. nycthemera   |
|  |                 |

|  | L. edwardsi |
|  |             |
|  | L. swinhoii |
|  |             |

|  | L. leucomelanos |
|  |                 |
|  | L. nycthemera   |
|  |                 |

|  | L. edwardsi |
|  |             |
|  | L. swinhoii |
|  |             |

|  | \| \| L. diardi \| \| \| \| \| \| L. ignita \| \| \| \| |
|  |                                                         |
|  | L. inornata                                             |
|  |                                                         |
|  | L. diardi                                               |
|  |                                                         |
|  | L. ignita                                               |
|  |                                                         |

|  | L. diardi |
|  |           |
|  | L. ignita |
|  |           |

|  | \| \| L. diardi \| \| \| \| \| \| L. ignita \| \| \| \| |
|  |                                                         |
|  | L. inornata                                             |
|  |                                                         |
|  | L. diardi                                               |
|  |                                                         |
|  | L. ignita                                               |
|  |                                                         |

|  | L. diardi |
|  |           |
|  | L. ignita |
|  |           |

|  | L. leucomelanos |
|  |                 |
|  | L. nycthemera   |
|  |                 |

|  | L. edwardsi |
|  |             |
|  | L. swinhoii |
|  |             |

|  | L. leucomelanos |
|  |                 |
|  | L. nycthemera   |
|  |                 |

|  | L. edwardsi |
|  |             |
|  | L. swinhoii |
|  |             |

|  | \| \| L. diardi \| \| \| \| \| \| L. ignita \| \| \| \| |
|  |                                                         |
|  | L. inornata                                             |
|  |                                                         |
|  | L. diardi                                               |
|  |                                                         |
|  | L. ignita                                               |
|  |                                                         |

|  | L. diardi |
|  |           |
|  | L. ignita |
|  |           |

|  | \| \| L. diardi \| \| \| \| \| \| L. ignita \| \| \| \| |
|  |                                                         |
|  | L. inornata                                             |
|  |                                                         |
|  | L. diardi                                               |
|  |                                                         |
|  | L. ignita                                               |
|  |                                                         |

|  | L. diardi |
|  |           |
|  | L. ignita |
|  |           |

Według niego kiściec tajwański stanowi gatunek siostrzany wobec kiśćca annamskiego (L. edwardsi). Ich linie rozwojowe miały oddzielić się 2,18 mln lat temu, a 5,8 mln lat temu rozeszła się linia rozwojowa tych gatunków oraz L. leucomelanos+L. nycthemera. Wyniki Jetz et al. (2012) potwierdzają ich wzajemne relacje, przy czym linie każdej z tych par gatunków rozeszły się według nich około 2,61 mln lat temu, a bażanta tajwańskiego i srebrzystego – 1,05 mln lat temu. Hosner et al. (2020) uzyskali nieco inne rezultaty w zależności od metody rekonstrukcji filogenezy, ale również wskazują na wzajemną relację kiśćca tajwańskiego i annamskiego. W wynikach dwóch ostatnich badań ukazano też pozycję L. hatinhensis, ale jest to nieważny takson opisany prawdopodobnie w oparciu o zinbredowane kiśćce annamskie.
Jiang et al. (2014) zsekwencjonowali genom mitochondrialny kiśćca tajwańskiego, podjęli próbę ustalenia czynników kształtujących ewolucję tego gatunku, rekonstrukcji jego filogenezy oraz stworzenia drzewa filogenetycznego z różnymi metodami kalibracji zegara molekularnego. Linia rozwojowa L. swinhoii wyodrębniła się około 2,71 (1,31–4,22) mln lat temu. To wówczas ostatni wspólny przodek kiśćców tajwańskich przedostał się na Tajwan przez pomost lądowy łączący tę wyspę z kontynentalną częścią Azji Południowo-Wschodniej. Wyspa ta odłączyła się od kontynentu około 2,5 mln lat temu przy udziale transgresji i regresji morza, oddzielona jest od niego Cieśniną Tajwańską. Procesy ewolucyjne mogły więc być przyśpieszane przez zmiany klimatyczne i izolację.

## Morfologia
Długość ciała samców wynosi około 70–79 cm (z czego na ogon przypada 34–42 cm), samic – około 46–57 cm (z czego na ogon przypada 20–25 cm). Masa ciała wynosi blisko 1,1 kg.
U samca ciemię i czub białe, podobnie jak dolna część karku i płaszcz. Większość upierzenia granatowa z jaśniejszymi krawędziami piór. Pióra grzbietu, kupra i pokrywy nadogonowe mają czarny pasek przedkońcowy i metalicznie lśniącą niebieską końcówkę. Barkówki kasztanowoczerwone. Pokrywy skrzydłowe czarne z połyskliwymi zielonymi końcówkami. Lotki I i II rzędu czarniawe. Sterówki granatowe, tylko środkowa para biała. U samic ciemię kasztanowobrązowe z drobnymi czarnymi prążkami. Wierzch ciała (w tym pokrywy skrzydłowe) ciemny, czerwonobrązowy z czarnymi prążkami; na każdym piórze znajdują się czarne i płowe wzory w kształcie grotu, które razem tworzą wyraźny deseń. Ogon kasztanowoczerwony, środkowe sterówki upstrzone brązowo i czarno z nieregularnymi płowymi paskami. Przód głowy, gardło i przód szyi jasnoszare, na piersi barwa ta przechodzi w cynamonowopłowy, jaśniejszy w tylnej części spodu ciała. Dolne partie ciała pokrywają V-kształtne motywy układające się w „jodełkę”. Dziób żółty, czarniawy u samej nasady, u samic mniej jaskrawy. Tęczówka czerwonobrązowa u samców i brązowa u samic. Wokół oczu znajdują się bardzo rozbudowane płatki skórne koloru czerwonego, u samic zajmujące mniejszy obszar.

## Zasięg, ekologia i zachowanie
Kiściec tajwański zamieszkuje górskie rejony środkowej części Tajwanu. Zasięg jego występowania obejmuje około 21,8 tys. km². Jest jednym z dwóch endemicznych dla Tajwanu gatunków bażantów (drugi to bażant tajwański, Syrmaticus mikado). Środowiskiem życia tych ptaków są lasy liściaste, zarówno pierwotne, jak i dojrzałe już wtórne z gęstym podszytem. Występują w przedziale wysokości od 300 do 2000 m n.p.m., być może i do 2300 m n.p.m.
Kiśćce tajwańskie są skryte, ale można je zaobserwować o poranku – szczególnie o wschodzie słońca – na ścieżkach w dogodnym środowisku. Łatwiej zaobserwować je w porze suchej, w czasie zimowych miesięcy wydają się pozostawać bardziej ukryte w lesie. Zazwyczaj są widywane pojedynczo, czasami w parach lub małych grupach. Odpoczywają głównie od chwili po zachodzie do chwili po wschodzie słońca. Odpoczywają raczej pojedynczo, ale na jednym drzewie może przebywać do 8 osobników. Żerują wcześnie rano i późnym popołudniem. Pokarmu szukają w miejscach z rzadszym podszytem oraz w gęstych zaroślach przy ścieżkach, czasem w roślinności wtórnej. Odgarniają nogami liście, ale nie drapią podłoża, pokarm wykopują lub zbierają, powoli chodząc. Mają swoje stałe drogi, którymi wchodzą i wychodzą z lasu. Skład pokarmu kiśćców tajwańskich jest bardzo zróżnicowany. Wchodzą w niego żołędzie, jagody, pąki kwiatowe, liście i inne części roślin, a do tego dżdżownice, dwuparce, termity i inne owady. Do dokładnie wskazanych źródeł pokarmu należą między innymi: jagody Damnacanthus indicus (marzanowate), nieokreślone części Persicaria chinense (rdestowate), prawdopodobnie również Neolitsea (wawrzynowate) i języczników (Asplenium). Materia roślinna stanowi około 80% pożywienia.

### Lęgi

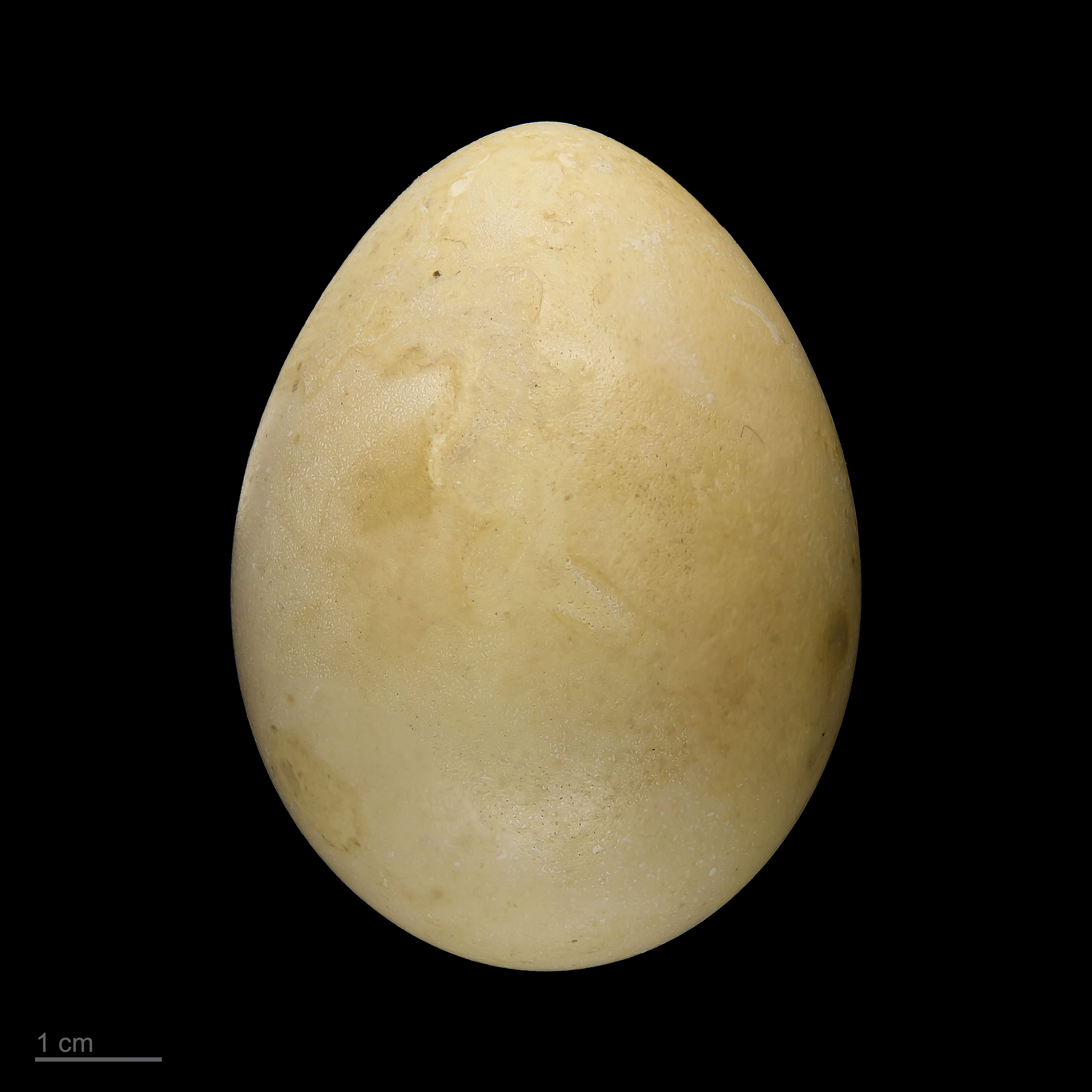
Jajo kiśćca tajwańskiego

System kojarzenia par niejasny; chociaż prawdopodobnie kiśćce tajwańskie są poligamiczne (kogut łączy się z dwoma lub trzema samicami), to często widuje się je parami. Okres składania jaj trwa głównie od marca do maja, rzadko zdarza się to również w lutym, wyjątkowo nawet do października. Mimo że dawniej uznawano gniazdo za dość proste lub że jaja składane są prosto na nagą ziemię pod osłoną pnia drzewa lub kamienia, to niedawno odkryto gniazda z traw wyściełane pierzem i liśćmi. Wszystkie były w miejscach osłoniętych od deszczu i niezwykle dobrze ukrytych. Zniesienie składa się z od 4 do 8 jaj. Lokalne doniesienia mówią o przedziale 2 do 12 jaj, nie są jednak potwierdzone. Skorupa ma barwę od czerwonawej po płowokremową. Za budowę gniazda odpowiada samica, tak jak i za wysiadywanie. Te rozpoczyna się wraz ze zniesieniem ostatniego jaja. Inkubacja w niewoli trwa 24–26 dni. Młode opuszczają gniazdo po wykluciu się wszystkich piskląt. Z wierzchu pokrywa je czekoladowobrązowy puch, jedynie na ciemieniu rdzawopomarańczowy, a od spodu – biały i rdzawy.

## Status i zagrożenia
IUCN uznaje kiśćca tajwańskiego za gatunek bliski zagrożenia (NT, Near Threatened) nieprzerwanie od 1994 (stan w 2021). BirdLife International uznaje trend liczebności populacji za spadkowy, jednak w powolnym tempie. Dawniej istotnym zagrożeniem był nadmierny odłów, współcześnie polowania nie stanowią tak poważnego problemu. Kiśćcom tajwańskim zagraża jednak wylesianie, które wciąż postępuje poza obszarami chronionymi. Potencjalnie subpopulacje w nich występujące mogą się rozdzielić.
W 1958 szacowano, że w stanie dzikim żyje tylko około 120 osobników. Ochrona i programy reintrodukcji doprowadziły do wzrostu liczebności populacji. Na początku lat 70. XX wieku liczebność populacji oszacowano na 5–10 tysięcy. Współczesne szacunki mówią o 6,5 tysiącach osobników żyjących na terenie Parku Narodowego Yu Shan (obejmującego najwyższy szczyt Tajwanu, Yu Shan), więc całkowita liczebność może być nawet wyższa. Sytuacja gatunku na obszarach chronionych wydaje się stabilna.